# Crusader: No Regret
Crusader: No Regret è un gioco d'azione sviluppato da Origin Systems e pubblicato da Electronic Arts nel 1996, seguito di Crusader: No Remorse del 1995.

## Trama
Il gioco inizia 46 ore dopo gli eventi di No Remorse, il silencer scappato a bordo di una astronave del Consorzio Economico Mondiale approda sulla luna ed entra in contatto, con la resistenza locale; apprendendo che il pianeta viene utilizzato dal consorzio come una prigione, dove la maggior parte dei dissidenti politici e membri della resistenza sono costretti a estrarre un composto radioattivo prezioso, il Di-Corellium, un minerale che è alla base di quasi tutta la produzione di energia sulla Terra. 
Circa la metà di tutte le riserve conosciute del minerale sono sulla Luna, e una carenza potrebbe causare seri problemi al consorzio. Per questo motivo, il presidente Draygan in persona approda sulla Luna - presso la base segreta Dark SIde - per supervisionare la produzione Di-Corellium, che ha subito ritardi sospetti a causa di incursioni dalla resistenza sul pianeta. Dopo essersi infiltrato nella base, il silencer affronterà Draygan, dopo la morte di quest'ultimo le installazioni lunari saranno distrutte, e la resistenza assumerà il controllo sulle estrazioni di Di-Corellium.

## Modalità di gioco
Il gameplay è lo stesso del capitolo precedente; il gioco si articola lungo 10 missioni, sebbene siano presenti molte nuove armi e animazioni come quelle di morte e di congelamento. In No Regret, inoltre non ci sono limitazioni al numero di armi e di crediti che il giocatore può portare con sé.